# Assumpció Puigdelloses Vila
Asunción Puigdelloses Vila (Vich, 1906 - San Adrián de Besós, 27 de marzo de 1940) fue una de las doce mujeres republicanas de la Prisión de Les Corts ejecutadas en el Campo de la Bota por el régimen franquista. Era ama de casa.

## Trayectoria
Tras la derrota del Ejército Popular de la República el 1 de abril de 1939, finalizó la guerra civil española y comenzó la dictadura del general Franco. Empezó una dura represión contra los vencidos y disidentes. Se abrió una Causa General y se alentó a las delaciones de particulares, siendo las zonas rurales las que concentraron el mayor índice de denuncias por rencores o venganzas personales y por la facilidad de identificar y detener las víctimas.
Puigdelloses fue denunciada y trasladada el 16 de agosto de 1939 a la Cárcel de mujeres de Les Corts de Barcelona. El 14 de septiembre compareció ante un Consejo de guerra, siendo la única mujer de catorce acusados. Fue definida como una furiosa propagandista de las ideas marxistas, inmoral y de pésima conducta. Se le atribuyó el saqueo de un convento, la delación de dos sacerdotes y la participación en los incendios de la Catedral de Vich, las iglesias del Carmen, de la Piedad y de la Merced. Acusada de rebelión militar, fue sentenciada a muerte. La oficina jurídica tardó casi seis meses en remitir el enterado, prolongando así su agonía. Finalmente, el 27 de marzo de 1940 a las seis de la mañana, fue fusilada en el Campo de la Bota, con cuatro compañeros más, dos de los cuales habían sido alcaldes de Esquerra Republicana de Catalunya (ERC).